# دانشگاه اورگن
دانشگاه اورگن (به انگلیسی: University of Oregon) یک دانشگاه تحقیقاتی دولتی در شهر یوجین واقع در ایالت اورگن آمریکا است که در سال ۱۸۷۲ میلادی بنیان‌نهاده شده‌است.

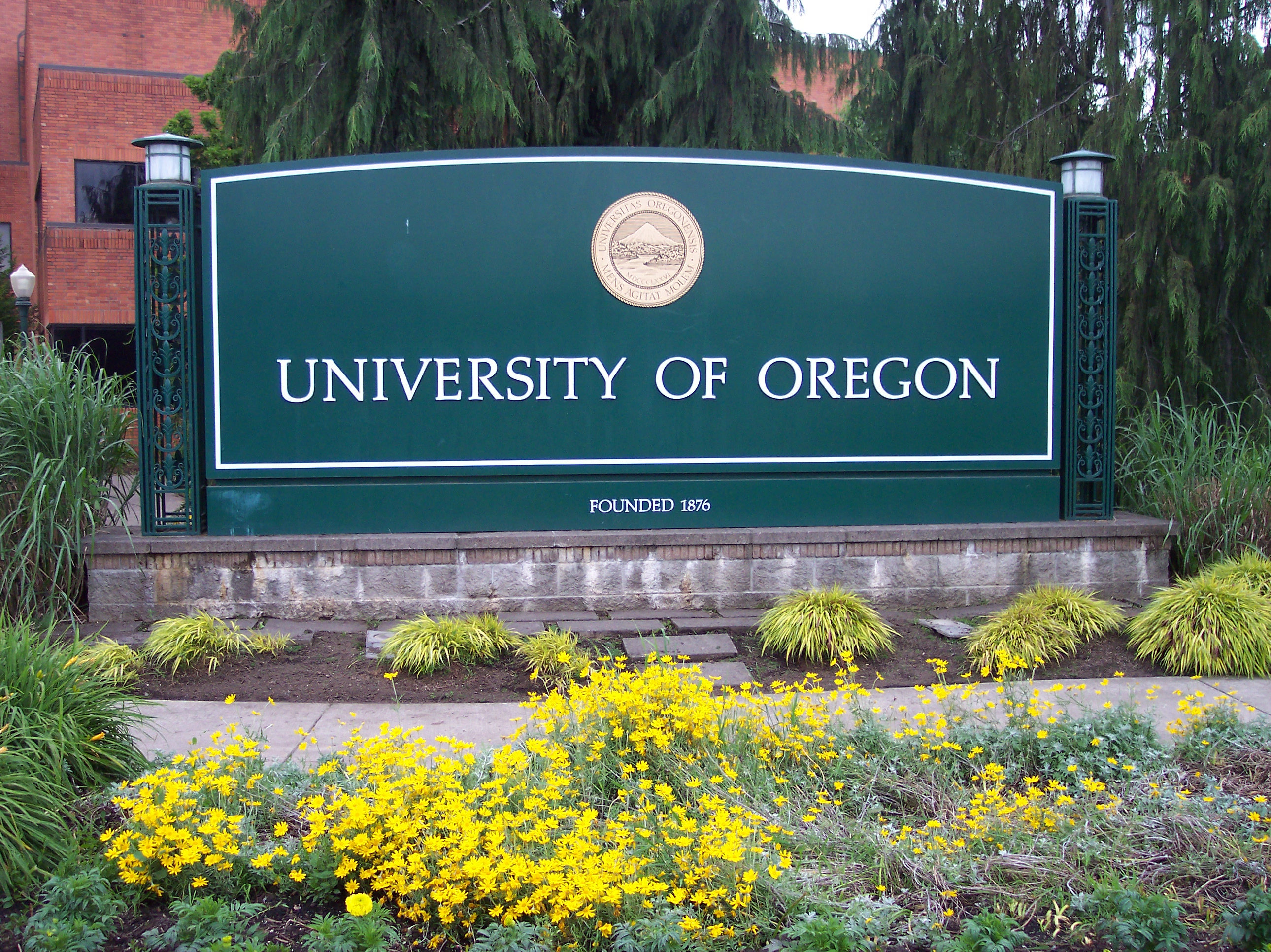
تابلوی دانشگاه

این دانشگاه سومین دانشگاه قدیمی ایالت اورگن بعد از دانشگاه‌های اورگن غربی و دانشگاه ایالتی اورگن می‌باشد که در سال ۱۸۷۶ تأسیس شده‌است.
دانشگاه اورگن در میان ۱۰۸ دانشگاهی است که توسط بنیاد کارنِگی، که هدف آن ارزش‌سنجی و ارزیابی پیشرفت آموزشی در دانشگاه‌ها است، با رتبه RU/VH طبقه‌بندی شده که به معنی «دانشگاهی با درجه تحقیقاتی بسیار بالا» می‌باشد و بالاترین رتبه در ارزشیابی یک نهاد دانشگاهی در آمریکا است. همچنین این دانشگاه مفتخر به عضویت در انجمن دانشگاه‌های آمریکایی است که متشکل از شصت و یک دانشگاه برجسته ایالات متحده آمریکا و کانادا می‌باشد و هدف آن بنیانگذاری و جهت‌دهی به سیاست‌های دانشگاه‌های رده بالای آمریکای شمالی است.
«دانشگاه اورگن» به‌عنوان نهاد نمونه آکادمیک در سیستم دانشگاهی ایالت اورگن، در حوزه‌های آموزشی و تحقیقاتی سرآمد و پیشتاز است. اکنون بیش از بیست‌وسه‌هزار دانشجو از تمام ۵۰ ایالت کشور آمریکا و همچنین ۸۹ کشور از سراسر جهان در این دانشگاه مشغول به تحصیل هستند.

## دانشکده‌ها و مراکز تحقیقاتی
دانشگاه اورگن متشکل از ۸ مدرسه و کالج حرفه‌ای شامل مدرسه هنر و معماری، کالج علوم و هنر، کالج بازرگانی، کالج آموزش و تربیت، کالج رابرت کلارک، مدرسه روزنامه‌نگاری و ارتباطات، مدرسه حقوق و همچنین مدرسه موسیقی و رقص است. این دانشگاه با بیش از ۳۰۰ رشته تحصیلی و ۲۵ مرکز پژوهشی در مقاطع کارشناسی، کارشناسی ارشد و دکترا، یکی از برجسته‌ترین دانشگاه‌های آموزشی و تحقیقاتی دنیاست.
مدرسه هنر و معماری متشکل از ۵ دانشکده می‌باشد: دانشکده معماری، دانشکده هنر، دانشکده تاریخ هنر، دانشکده معماری منظر و دانشکده برنامه‌ریزی و مدیریت. این مدرسه رشته‌های متنوعی را در هر سه مقطع کارشناسی، کارشناسی ارشد و دکترا داراست.
کالج علوم و هنر دانشگاه اورگن با ۴۵ رشته تحصیلی در مقطع کارشناسی و ۳۹ رشته در مقطع کارشناسی ارشد و دکترا یکی از بخش‌های حیاتی و مهم دانشگاه اورگن است. این کالج شامل سه دانشکده است: دانشکده علوم انسانی متشکل از ۱۶ دانشکده مستقل، دانشکده علوم اجتماعی با ۱۴ دانشکده مستقل و دانشکده علوم طبیعی با ۹ دانشکده مستقل در رشته‌های مختلف.

## کتابخانه‌ها و موزه‌ها

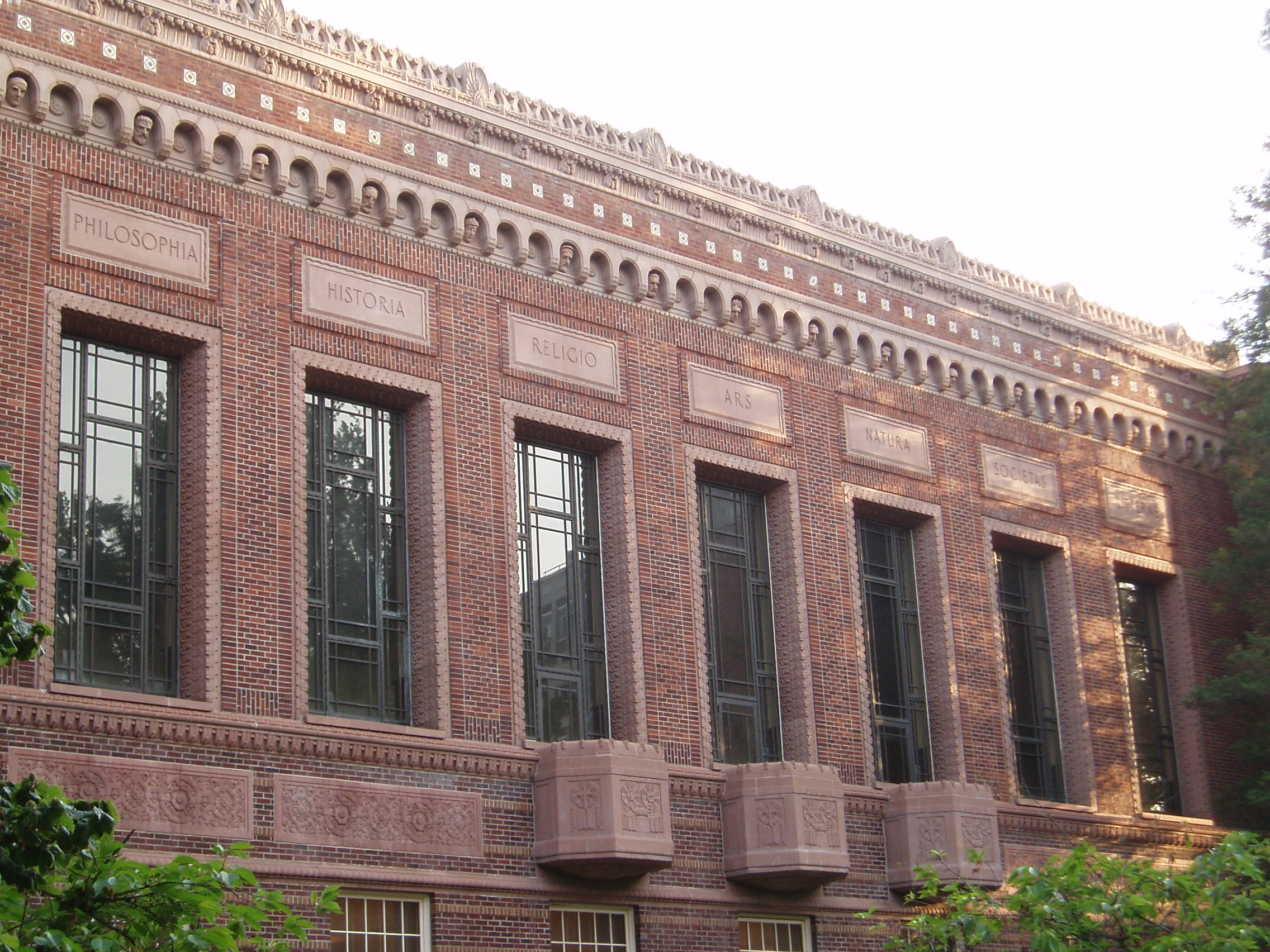
کتابخانه نایت

دانشگاه اورگن تنها عضو «انجمن پژوهشی کتابخانه ها» Association of Research Libraries از ایالت اورگن است. این دانشگاه ۷ کتابخانه سراسری دارد که کتابخانه اصلی آن به نام «کتابخانه نایت» Knight Library با نزدیک به ۳ میلیون عنوان کتاب یکی از بزرگترین کتابخانه‌های کشور ایالات متحده آمریکاست. این کتابخانه شامل بخش‌های مختلفی از جمله مرکز علوم انسانی و علوم اجتماعی، خدمات موسیقی، مراکز انتشارات دولتی، مرکز نقشه‌ها و عکس‌های هوایی، مرکز آرشیوهای دانشگاهی، مرکز خدمات رسانه ای، مرکز تکنولوژی‌های آموزشی و همچنین مرکز مطالعات سینمایی می‌باشد. دانشگاه اورگن همچنین ۶ کتابخانه دیگر از جمله کتابخانه مدرسه هنر و معماری، کتابخانه مدرسه حقوق، کتابخانه علمی «انیکس بریج»، کتابخانه علوم ریاضی، کتابخانه پورتلند و کتابخانه «لوید اند دوروتی ریپلی» را در اختیار دارد.
دانشگاه اورگن همچنین موزه‌ها و گالری‌های متعددی دارد که از آن جمله موزه هنری معتبر «جوردن اشنیتزر» Jordan Schnitzer Museum of Art است که توسط انجمن موزه‌های آمریکا American Association of Museum به رسمیت شناخته شده‌است. همچنین موزه تاریخ طبیعی و فرهنگی Museum of Natural and Cultural History نیز در این دانشگاه واقع است. این دانشگاه نگارخانه‌ها و گالری‌های متعددی از جمله نگارخانه LaVerne Krause، نگارخانه Adell McMillan، نگارخانه Aperture و نگارخانه Washburn را در اختیار دارد.

## ساختمان‌ها و مراکز تفریحی-اقامتی
پردیس مرکزی دانشگاه اورگن با مساحتی بیش از یک میلیون متر مربع شامل بیش از ۶۰ ساختمان اصلی و حدوداً ۵۰۰ گونه طبیعی درخت است. 

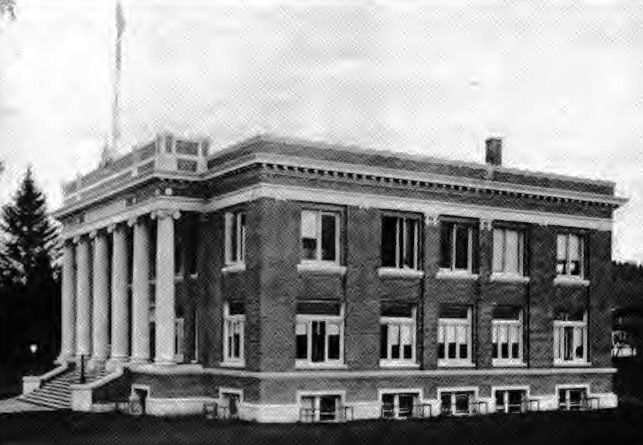
ساختمان اداری دانشگاه ۱۹۲۰

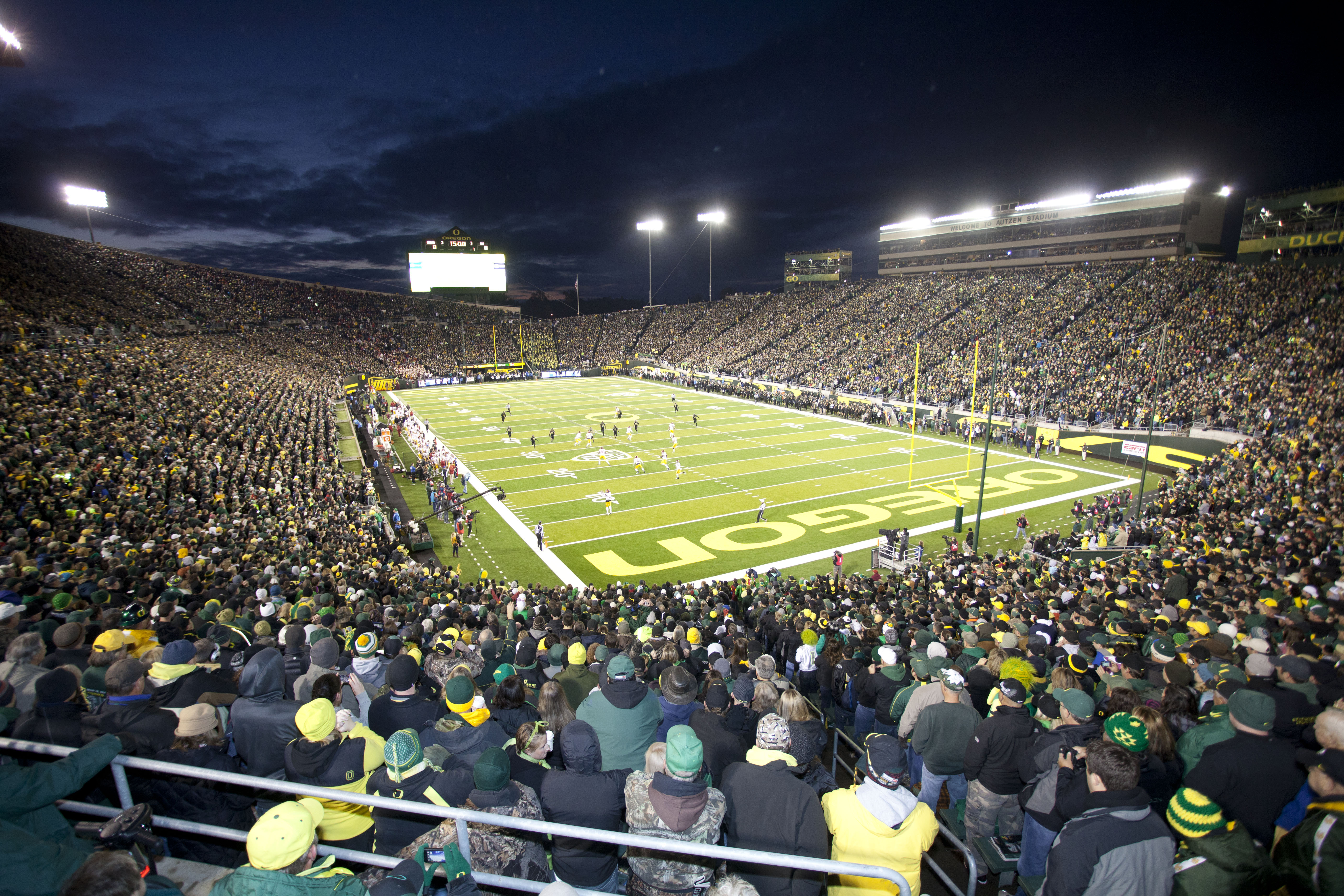
استادیوم آوتزن ورزشگاه اختصاصی تیم اورگن داکز

 محوطه اصلی دانشگاه به‌طور کلی به سه بخش مرکزی، قدیمی و جنوبی تقسیم می‌شود. عمده ساختمان‌های آموزشی دانشگاه واقع در خیابان سیزدهم شرقی پردیس مرکزی است که بیشترین ترافیک عابران پیاده داخل دانشگاه را دارد. مراکز تفریحی و انجمن‌های اجتماعی نیز در مرکز پردیس دانشگاه واقع شده‌اند. ساختمان‌های اقامتی واقع در قسمت شرقی و همچنین مراکز ورزشی در بخش جنوبی دانشگاه قرار گرفته‌اند که از آن جمله استادیوم ورزشی «آوتزن» Autzen Stadium، ورزشگاه خانگی تیم فوتبال مطرح «اورگن داکز» با گنجایش ۵۴۰۰۰ نفر و همچنین ورزشگاه Hayward Field زمین خانگی تیم دو و میدانی داکز، که محل برگزاری مسابقات مهمی از جمله مسابقات المپیک دو و میدانی ایالات متحده، مسابقات قهرمانی دو و میدانی NCAA و مسابقات قهرمانی USATF می‌باشد. همچنین زمین خانگی تیم بیسبال داکز به نام پی کی پارک PK Park، زمین سرپوشیده تمرین فوتبال به نام موهوفسکی سنتر (Moshofsky Center) و زمین روباز ورزشی کیلکنی (Kilkenny Field) از دیگر امکانات ورزشی این دانشگاه است.
مرکز رفاهی «انجمن یادبود اِرب» (The Erb Memorial Union) واقع در ضلع جنوب شرقی تقاطع خیابان سیزدهم و خیابان دانشگاه، امکانات رفاهی متنوعی را برای دانشجویان این دانشگاه فراهم می‌کند. این مرکز شامل سالن غذاخوری، رستوران‌ها، کافه‌ها، انجمن‌های دانشجویی، اتاق‌های کنفرانس، فضاهای مخصوص اجرا و پرفورمانس، ایستگاه رادیویی دانشگاه (88.1 KWVA) و سایر دفاتر و مراکز دیگر است. جنوب انجمن یادبود ارب، مرکز تفریحی-دانشجویی (SRC) این دانشگاه واقع شده‌است. این مرکز امکانات تفریحی - ورزشی گوناگونی را جهت استفاده دانشجویان فراهم می‌آورد که شامل سالن بدنسازی مجهز، استخر سرپوشیده، سالن صخره‌نوردی، زمین اسکواش، زمین‌های سرپوشیده تنیس، چندین زمین چمن روباز به همراه پیست دو و میدانی و همچنین تعدادی زمین تنیس روباز می‌باشد.
در این دانشگاه هشت خوابگاه و مرکز اقامتی قرار دارد که خوابگاه جدید و مجهز دیگری به ارزش ۷۵ میلیون دلار در حال احداث می‌باشد. این مرکز ۴۵۱ تخت خوابه جهت استفاده دانشجویان مقطع کارشناسی پیش‌بینی شده که ساخت آن بخشی از اهداف برنامه افزایش تعداد دانشجویان این مقطع به حدود ۲۴۰۰۰ دانشجو در سال‌های آینده را تأمین می‌کند.
علاوه بر مراکز فوق دانشگاه اورگن همچنین مراکز و ساختمان‌های دیگری خارج از پردیس مرکزی دارد که از آن جمله «پارک تحقیقاتی ریورفرانت» (Riverfront Research Park) واقع در بلوار فرانکلین است که یکی از بحث برانگیزترین مراکز تحقیقاتی هوش مصنوعی به همراه آزمایشگاه‌های پژوهشی هوش محاسباتی است. دانشگاه اورگن همچنین دانشکده دیگری در شهر قدیمی پورتلند دارد که شامل مرکز مطالعات شهری دانشکده هنر و معماری، مدرسه حقوق و مدرسه ارتباطات و روزنامه‌نگاری است. همچنین دفاتر اداره ورزش دانشگاه و فروشگاه تیم‌های ورزشی داکز نیز در این دانشکده واقع است.

## فعالیت‌های فرهنگی و دانشجویی

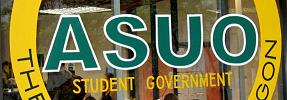
دفتر جامعه دانشجویی دانشگاه اورگن

در دانشگاه اورگن بیش از ۲۵۰ انجمن دانشجویی مشغول به فعالیت هستند. این انجمن‌ها زیر نظر «جامعه دانشجویی دانشگاه اورگن» ASUO که وظیفه آن گسترش فعالیت‌های فرهنگی، اجتماعی، آموزشی و ورزشی است، در حال فعالیت می‌باشند.
این دانشگاه همچنین رسانه‌های متنوعی در اختیار دارد که توسط دانشجویان اداره می‌شوند. از جمله روزنامه «اورگن دیلی امرالد» Oregon Daily Emerald که بیش از ۱۰۰ سال است که توسط این دانشگاه انتشار می‌یابد. مجله «اورگن کامنتور» Oregon Commentator مجله کنسرواتیوی که از سال ۱۹۸۳ توسط دانشجویان به چاپ می‌رسد و همچنین مجله فرهنگی اتوس Ethos Magazine که مقالاتی مرتبط با حوزه فرهنگ در سطح بین‌المللی به چاپ می‌رساند، تعدادی از این نشریات هستند.
دانشگاه اورگن همچنین دارای دو شبکه رادیویی به نام‌های KWAX مخصوص پخش موسیقی و KWVA جهت پخش اخبار دانشگاه است. ایستگاه رادیویی دانشگاه از سال ۱۹۵۰ مشغول به فعالیت است که علاوه بر اخبار دانشگاه، پوشش خبری مسابقات ورزشی و اخبار شهری را نیز بر عهده دارد.

## نگارخانه

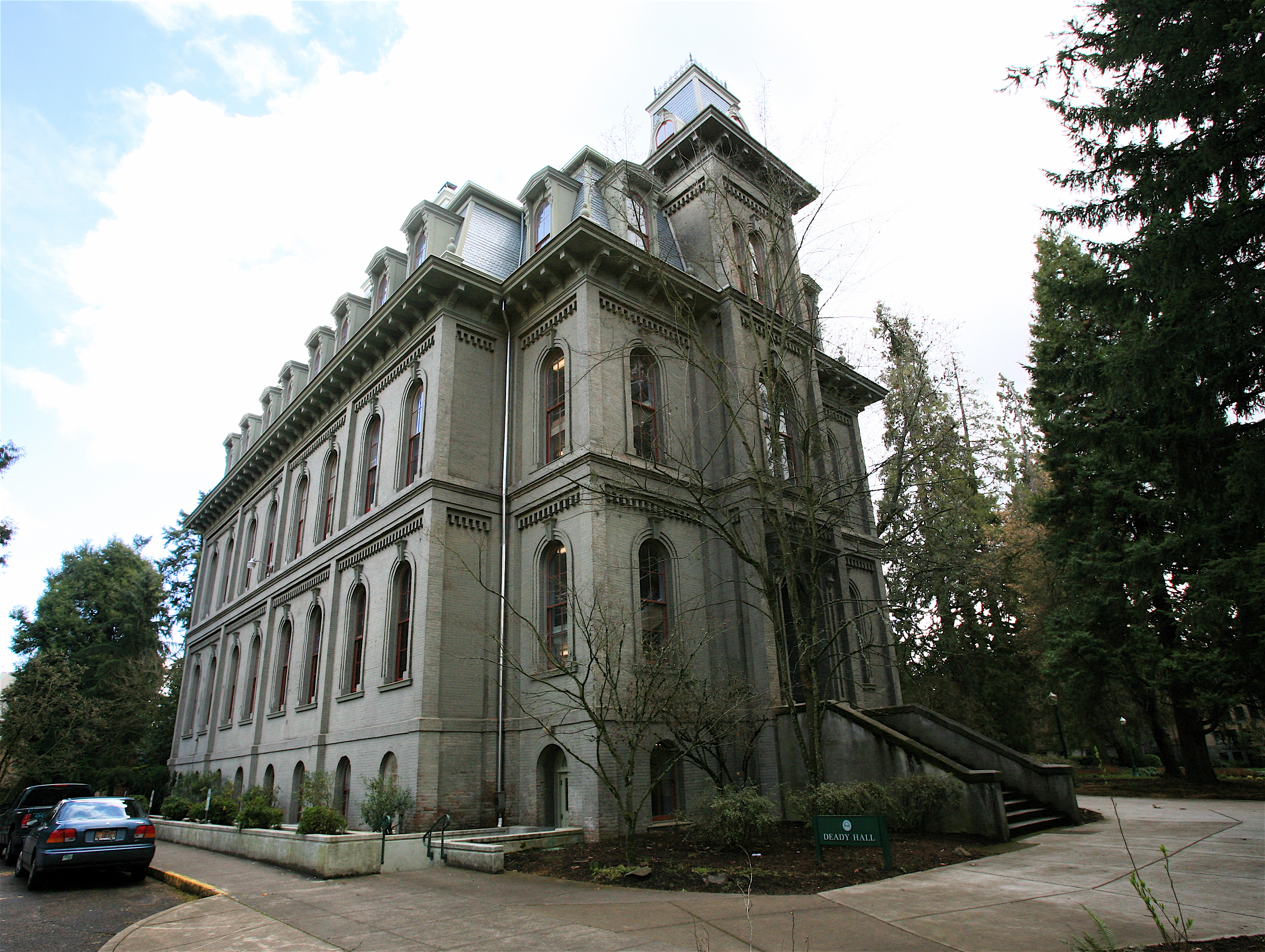
The west side of Deady Hall by Warren Heywood Williams on the campus of the University of Oregon.
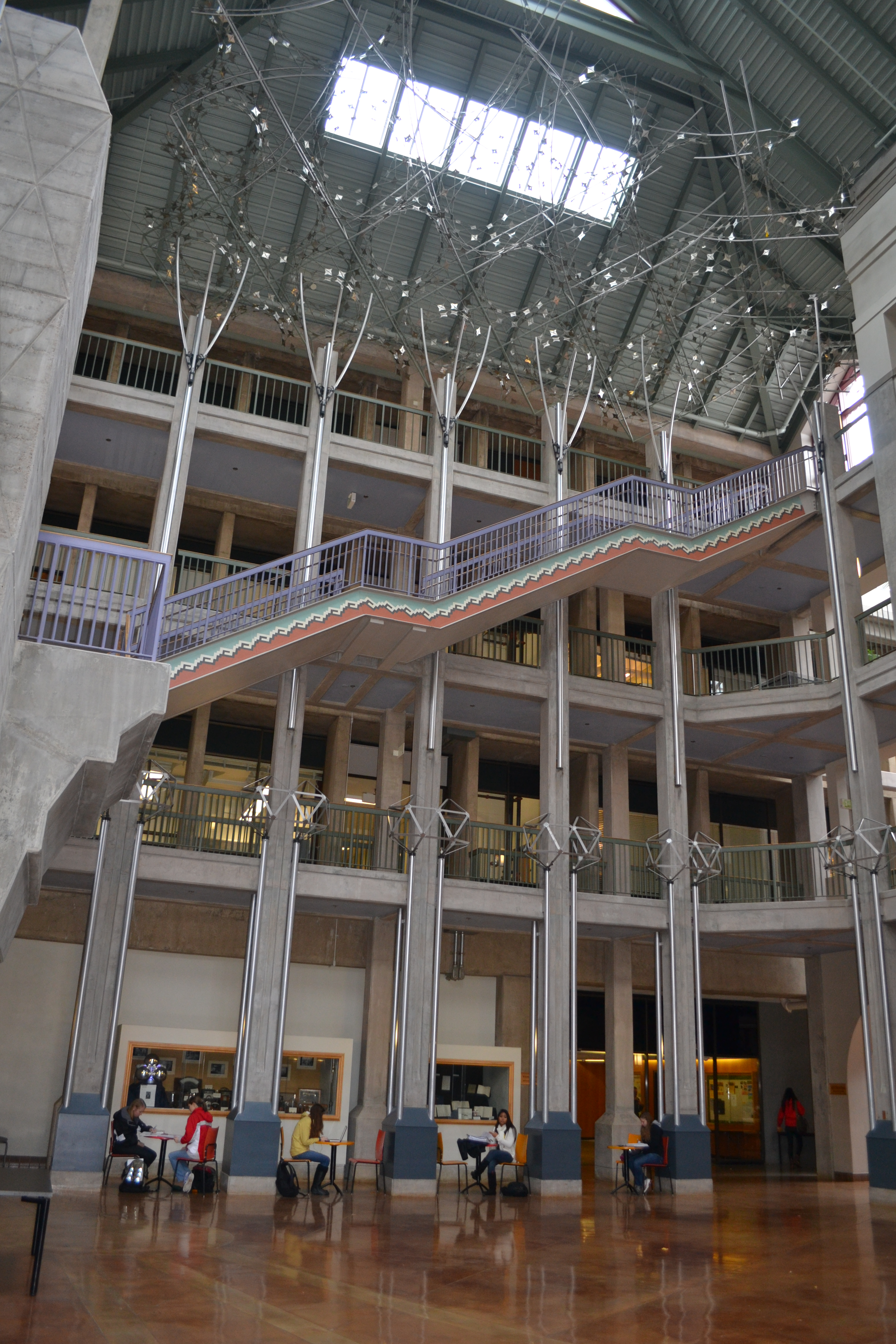
Inside Willamette Hall (University of Oregon)
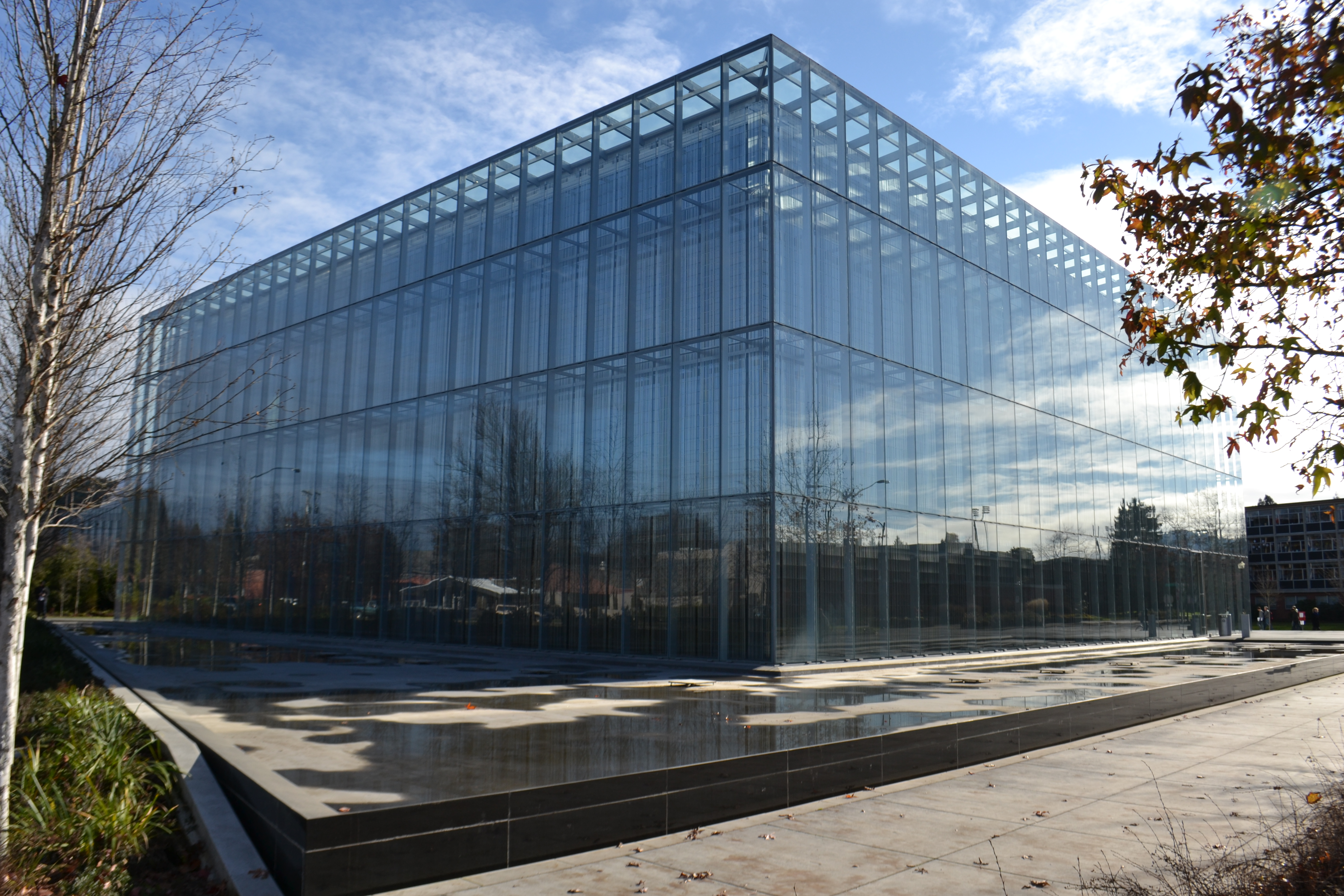
Jaqua Center on a wet day.
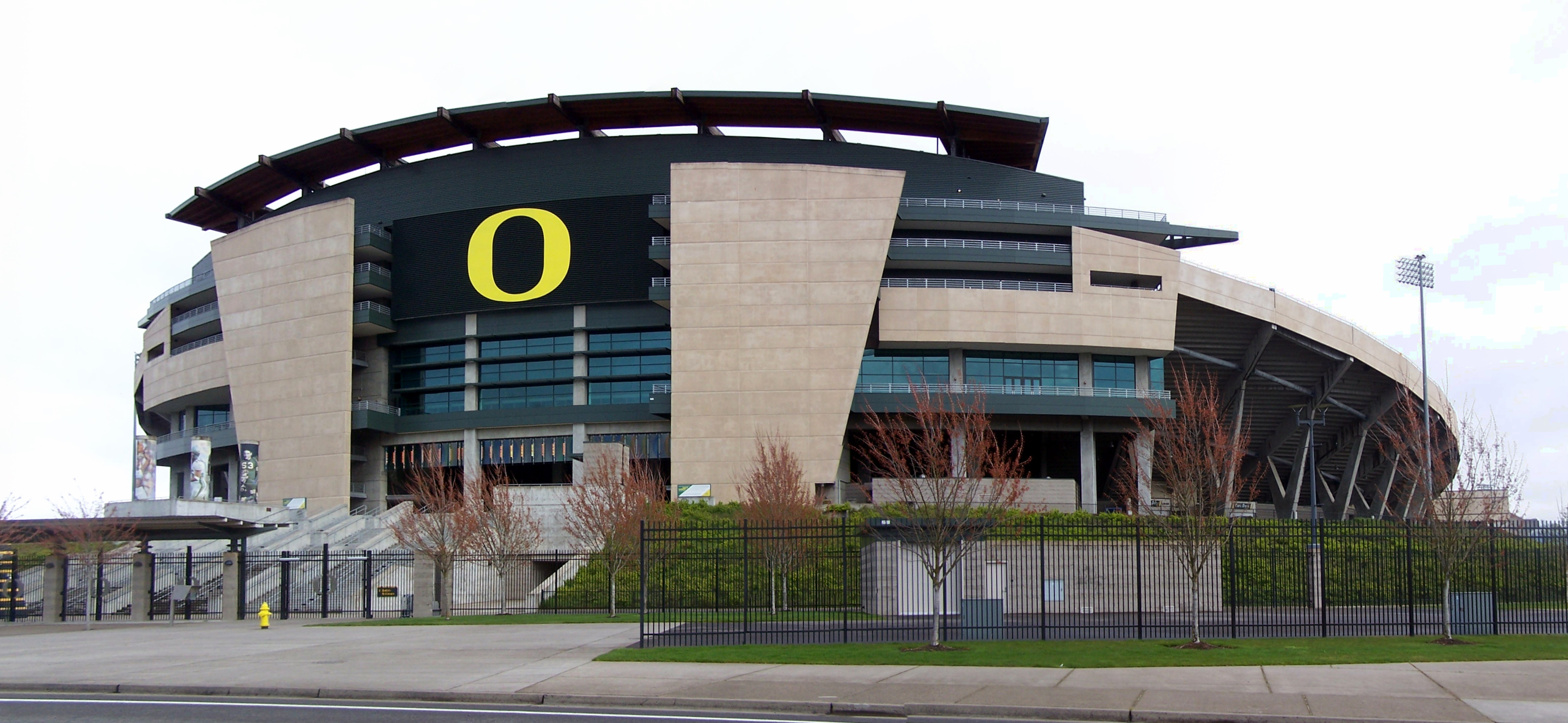
Autzen Stadium, home of the University of Oregon Ducks football.
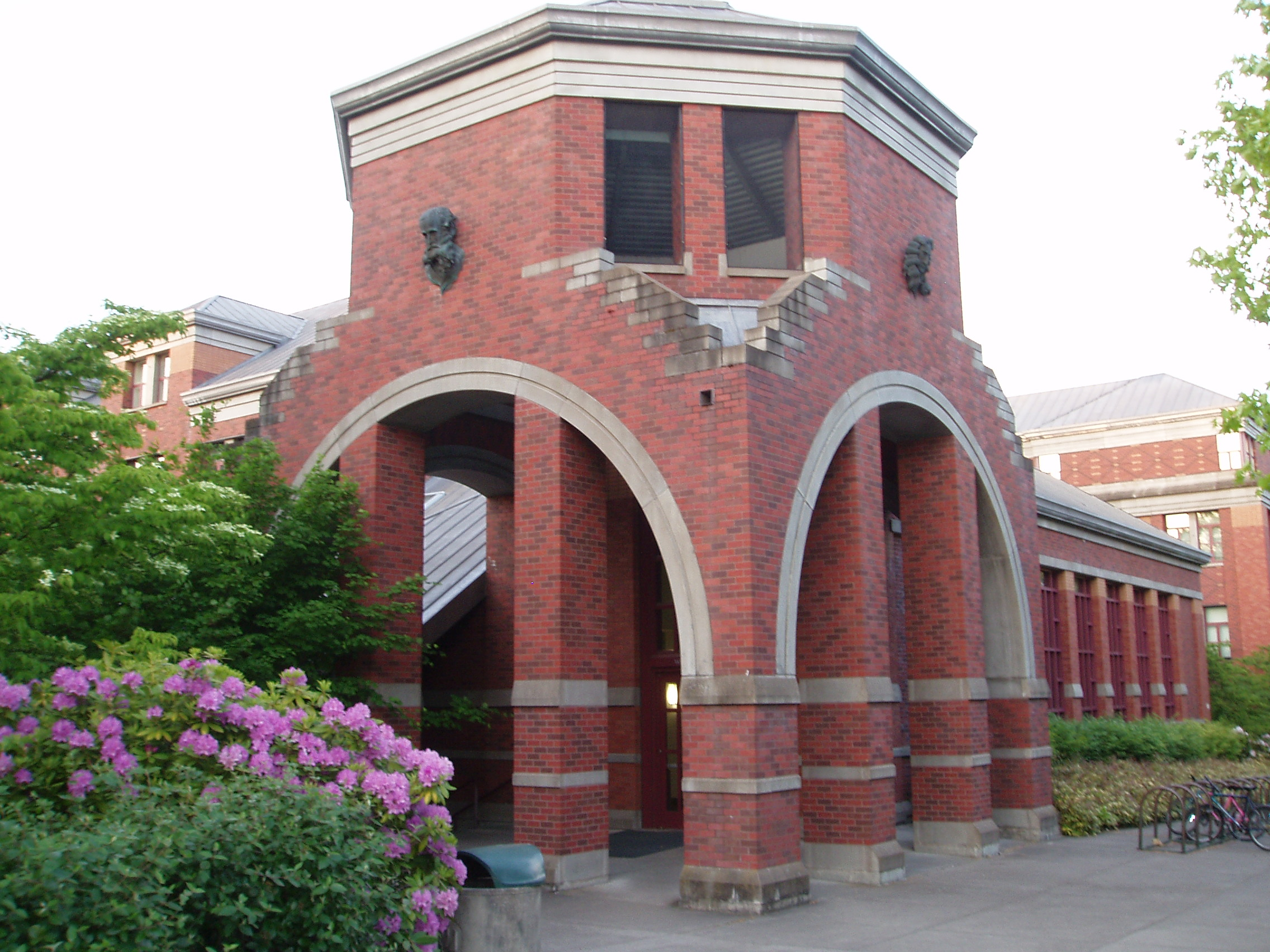
West corner of Willamette Hall, on the University of Oregon campus in Eugene, Oregon.
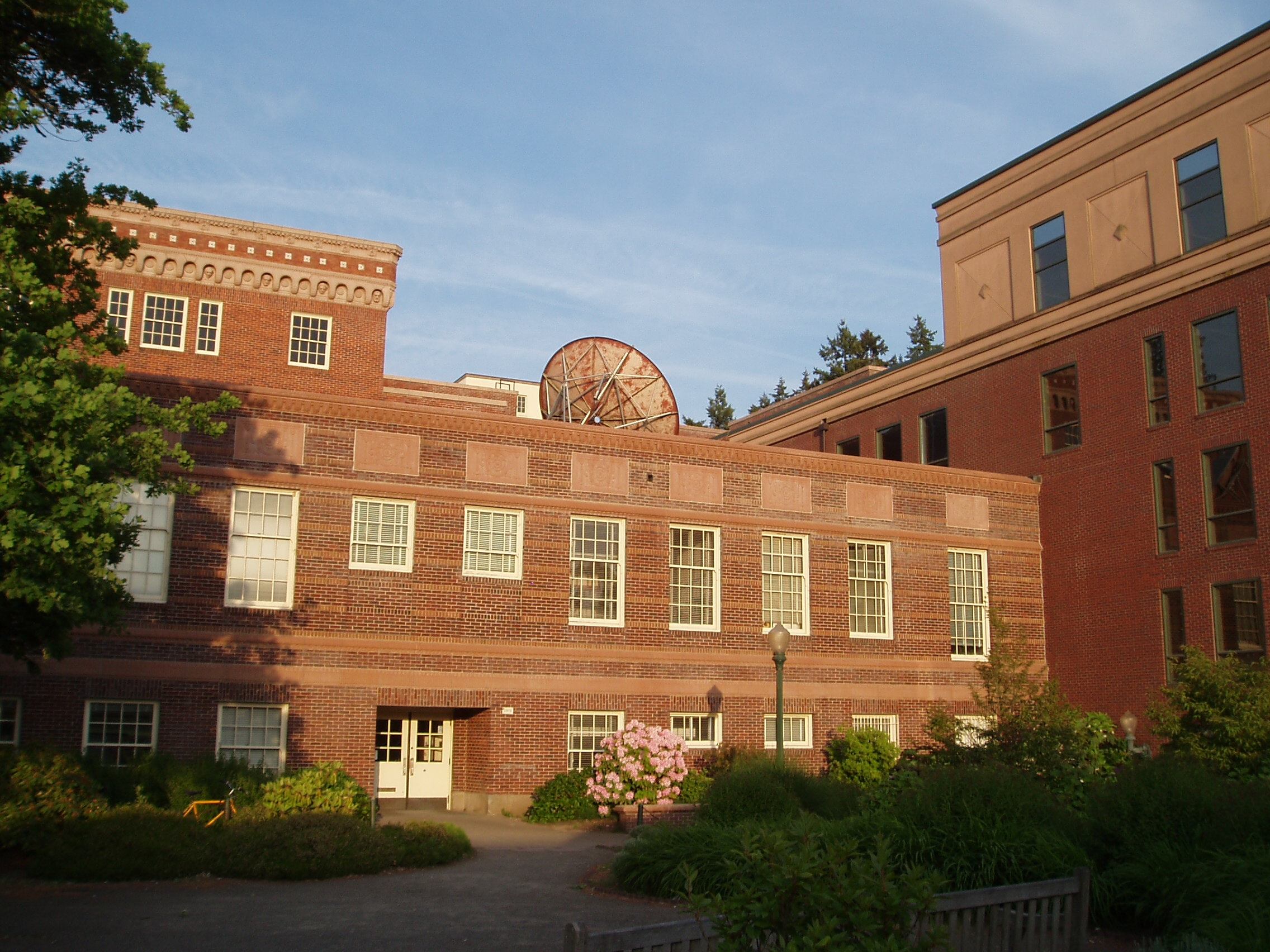
View of the west side of Knight Library, on the University of Oregon campus in Eugene, Oregon
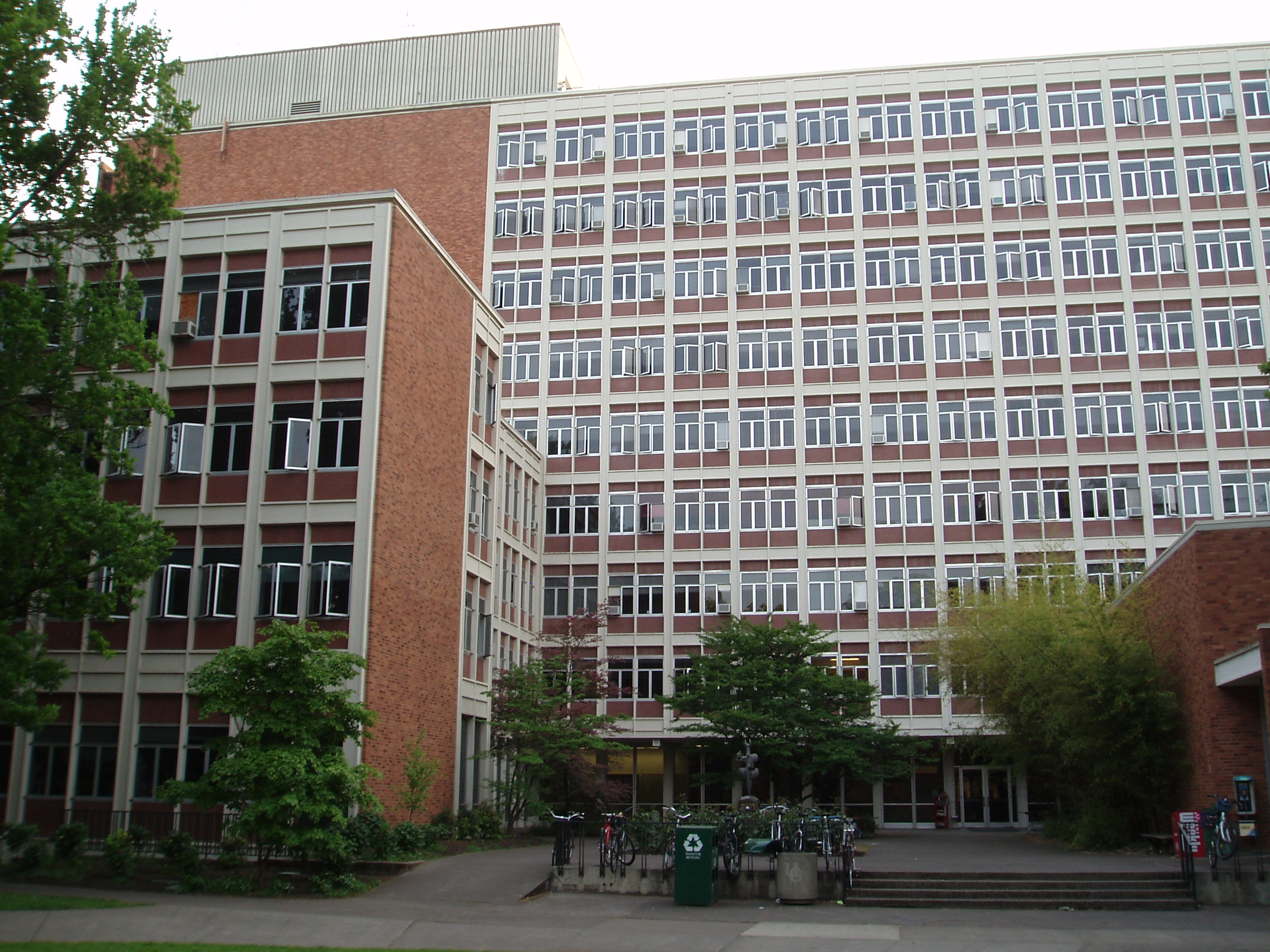
View of the front of Prince Lucien Campbell Hall, on the University of Oregon campus in Eugene, Oregon
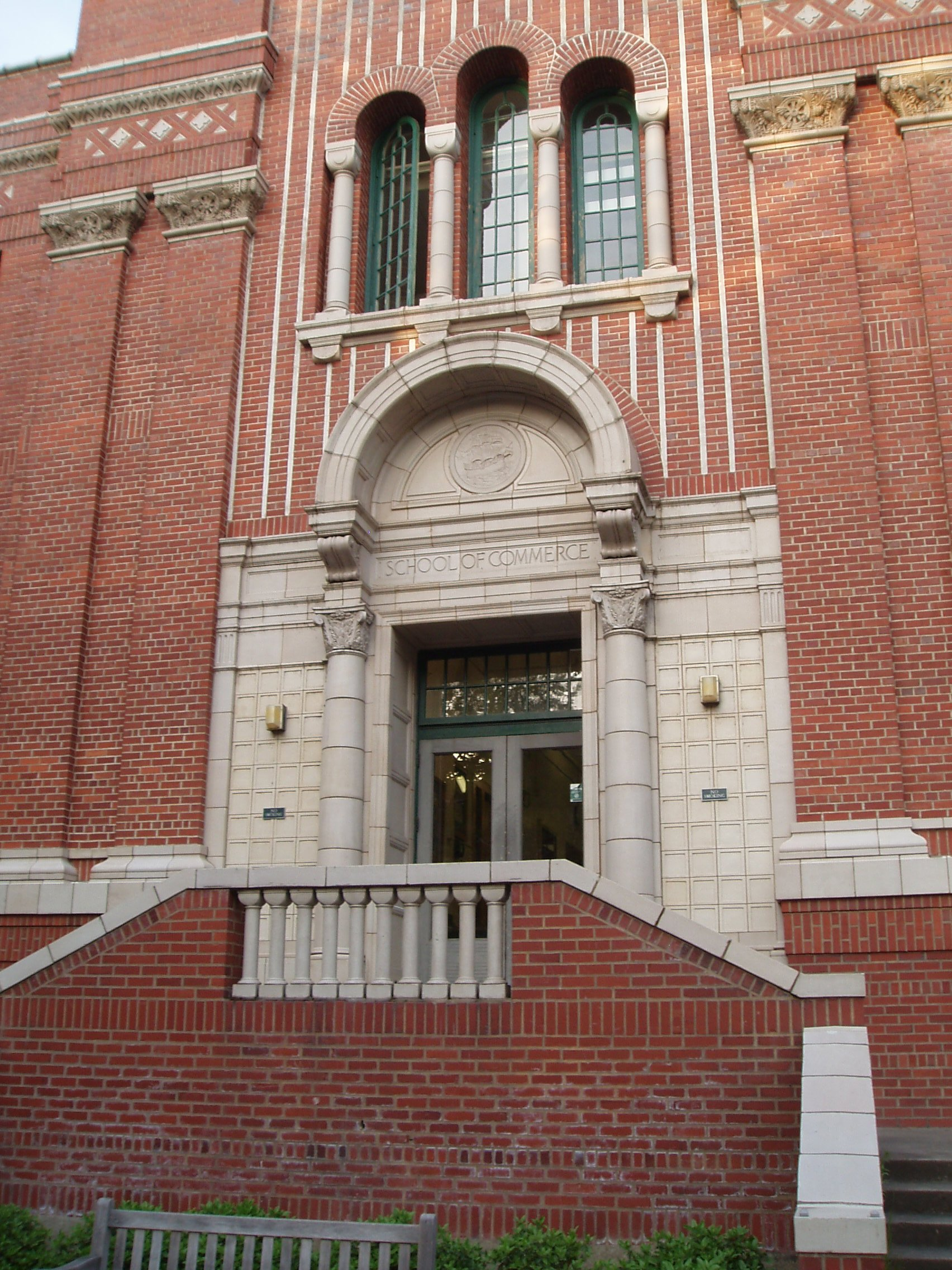
Front view of Gilbert Hall (originally the School of Commerce), on the University of Oregon campus in Eugene, Oregon
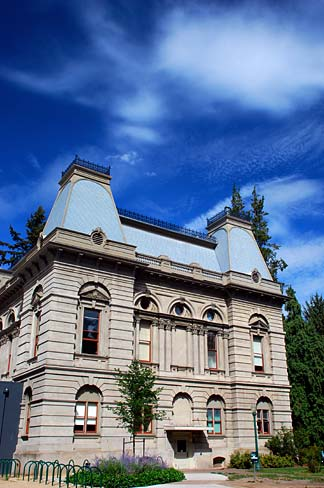
Villard Hall on the University of Oregon Campus in Eugene.
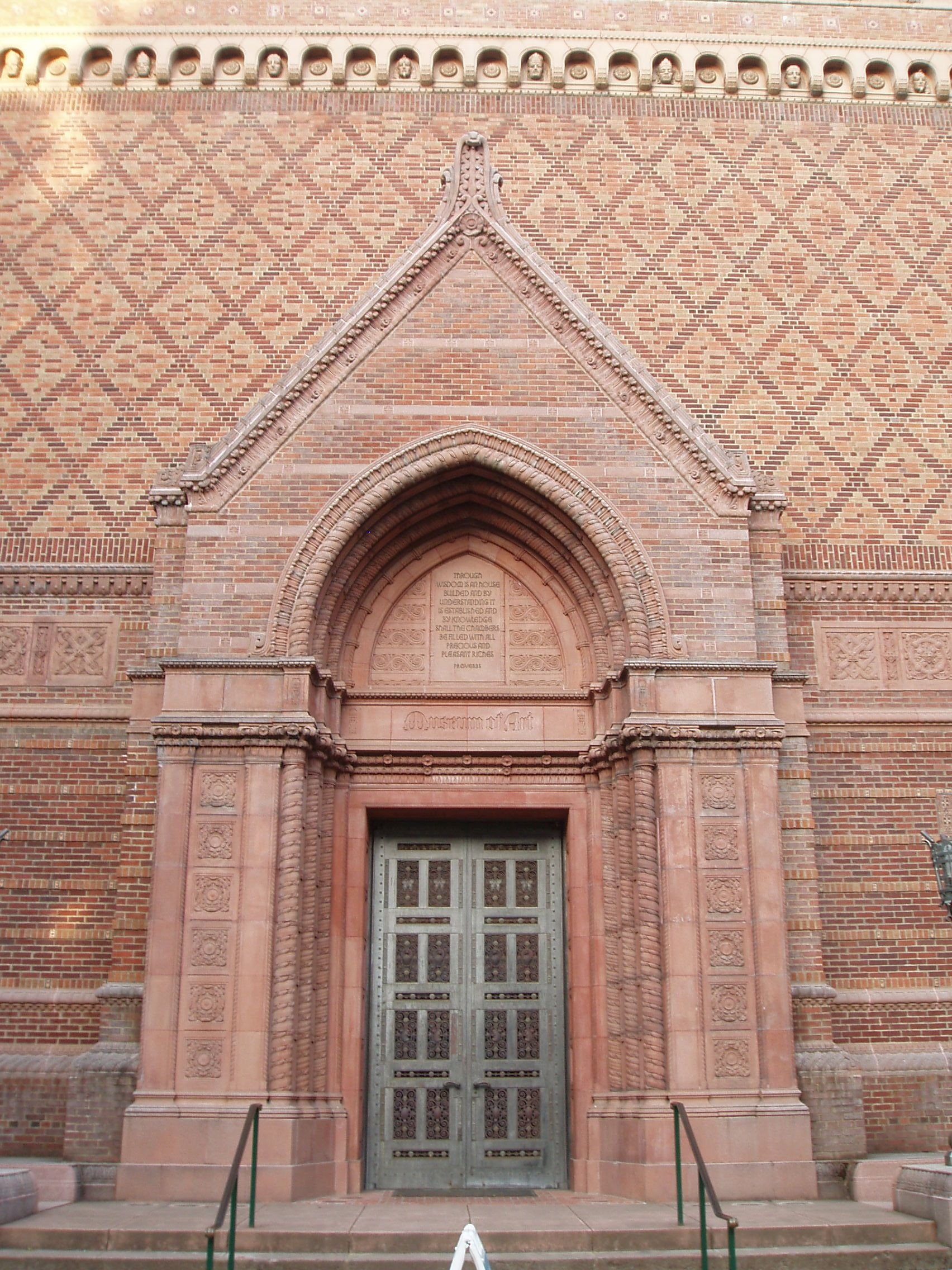
Closeup of the main entrance to the Museum of Art, on the University of Oregon campus in Eugene, Oregon
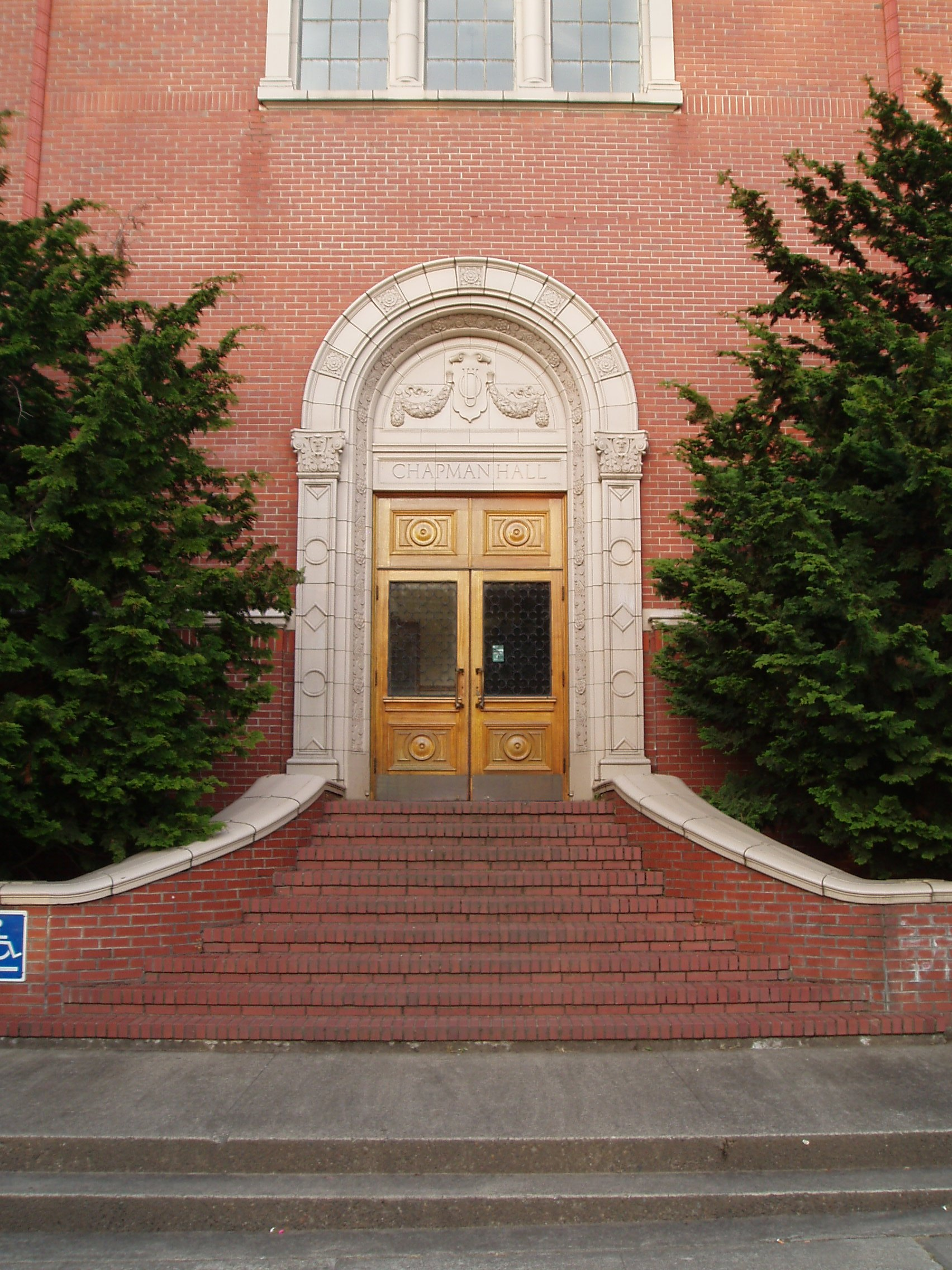
Detailed view of the front entrance to Chapman Hall, on the University of Oregon campus in Eugene, Oregon
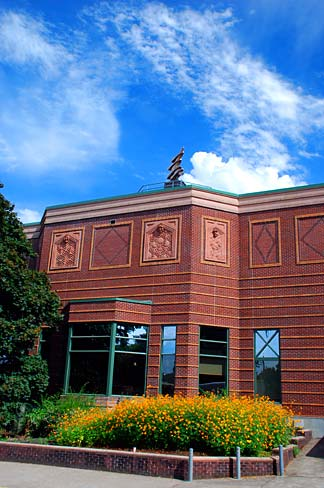
Detail showing the seven engravings over the front windows of the Knight Library, on the University of Oregon campus in Eugene, Oregon
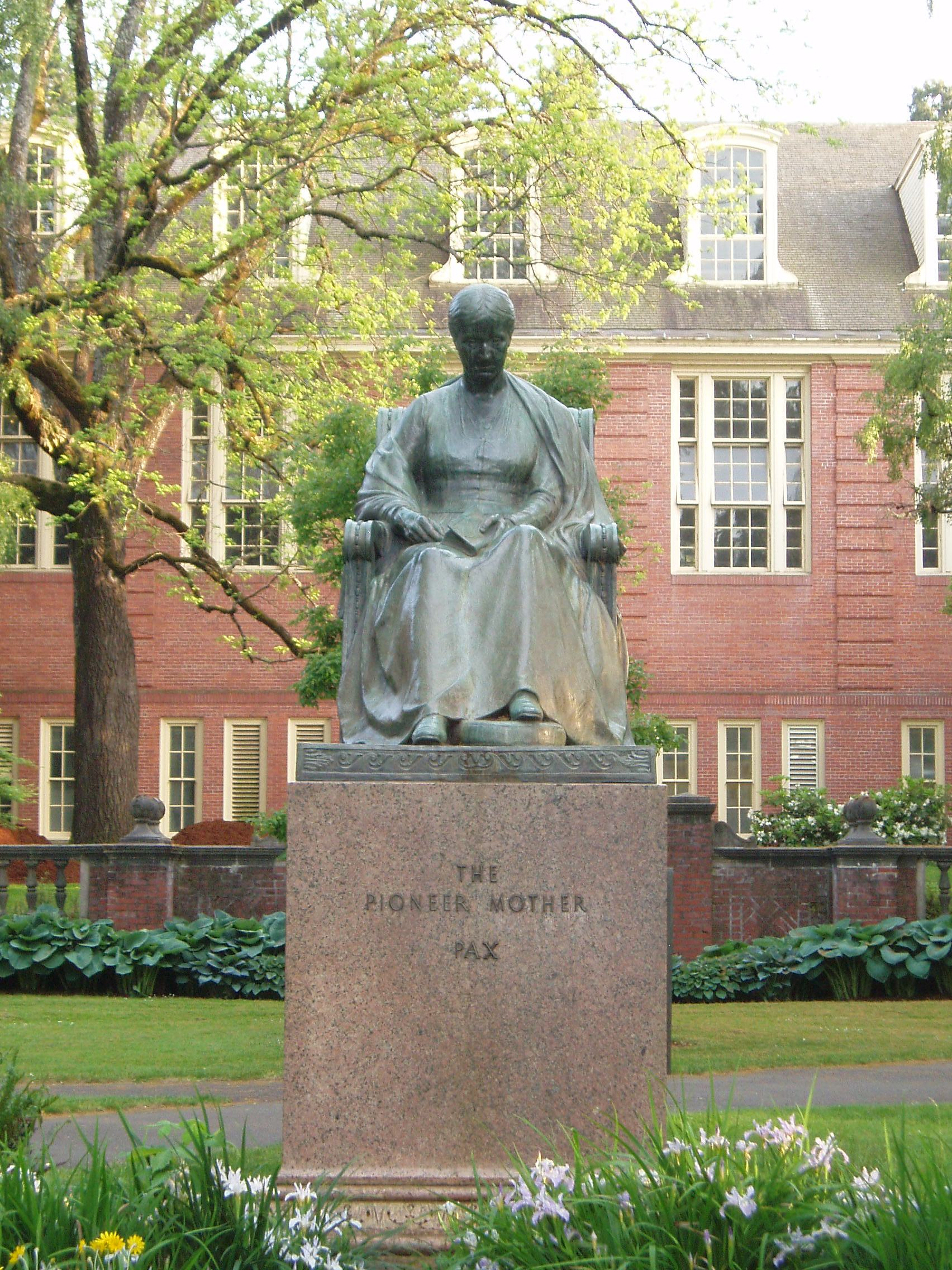
The Pioneer Mother statue, on the University of Oregon campus in Eugene, Oregon
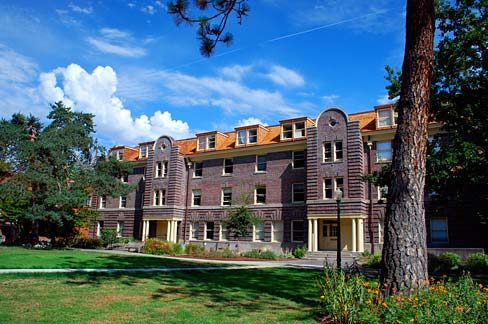
Friendly Hall on the University of Oregon Campus in Eugene., Oregon
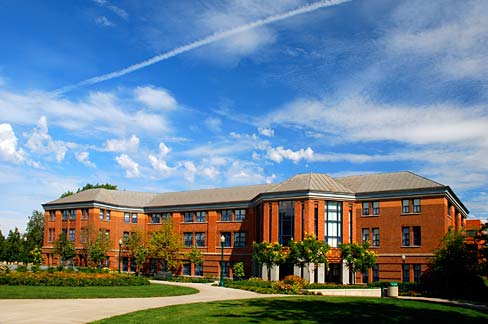
Deschutes Hall on the University of Oregon Campus in Eugene.
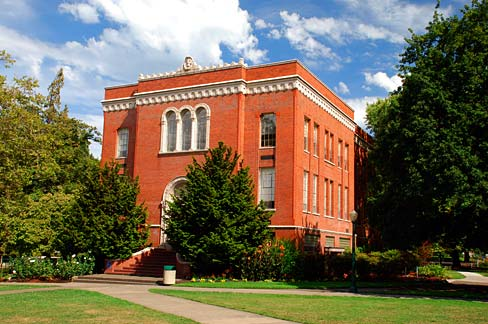
Chapman Hall on the University of Oregon campus in Eugene.
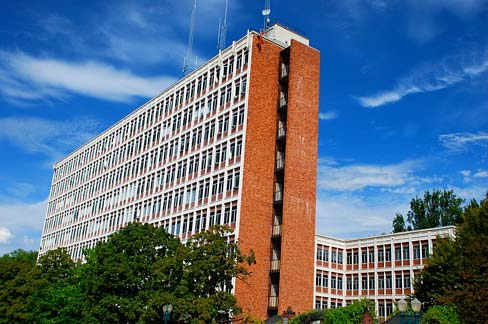
Prince Lucien Campbell Hall on the University of Oregon Campus in Eugene.
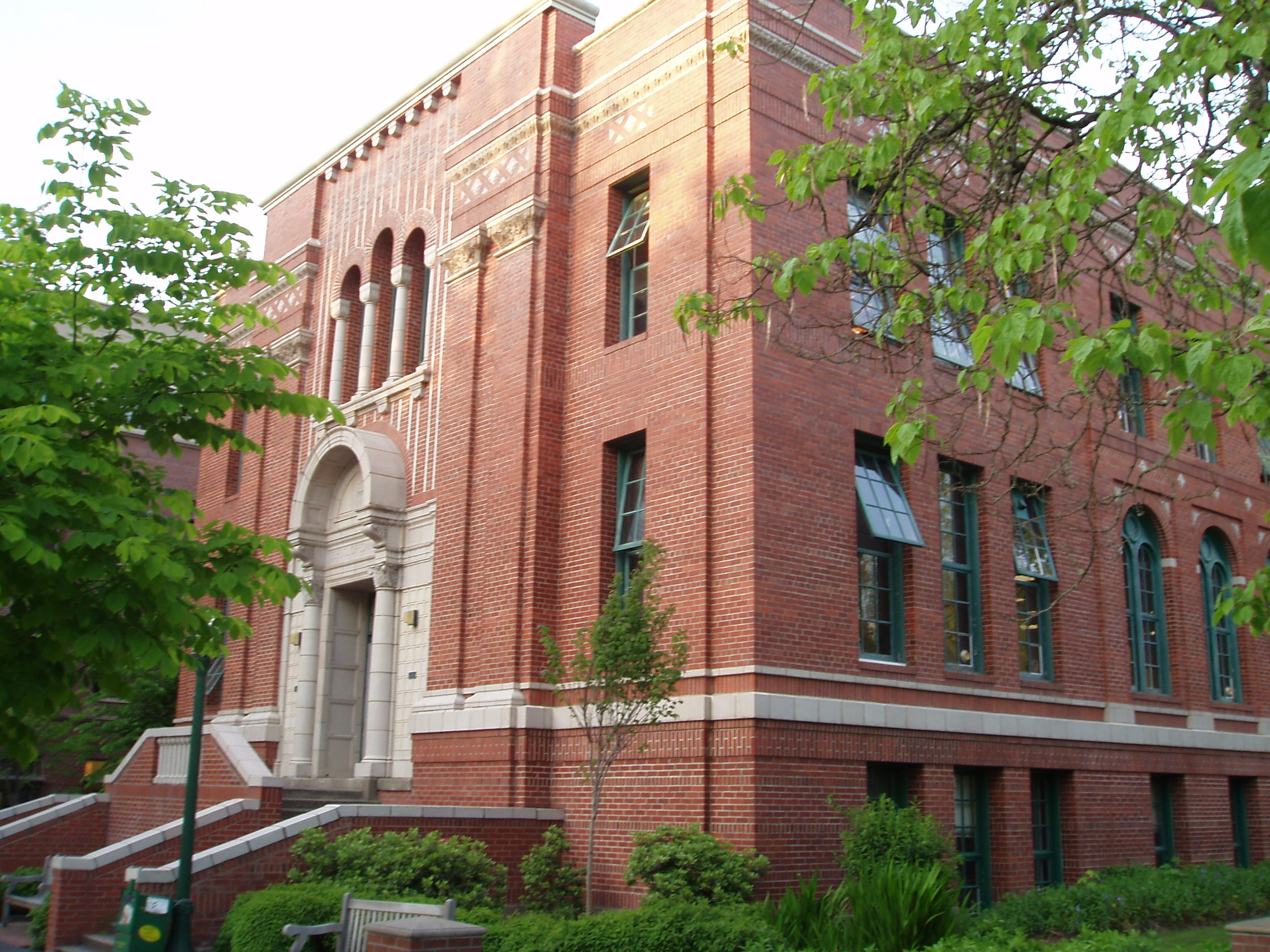
Side view of Gilbert Hall, on the University of Oregon campus in Eugene, Oregon